# Ludovic Asuar
Ludovic Asuar est un footballeur français, né le 27 octobre 1976 à Marseille. Il évolue au poste de milieu de terrain du milieu des années 1990 au début des années 2010.
Formé à l'Olympique de Marseille, il joue ensuite notamment au FC Metz et au CS Sedan-Ardennes. Il arrête sa carrière sportive le 23 août 2010.

## Biographie

### Olympique de Marseille
Ludovic Asuar est formé à l'Olympique de Marseille durant les années « Tapie ». L'équipe marseillaise est alors constituée de nombreux internationaux français et étrangers et est réputée pour recruter massivement sans laisser ses jeunes du centre de formation percer dans l'équipe. 
En 1994, le club marseillais est relégué administrativement en Division 2 à la suite de l'affaire VA-OM, ce qui entraîne le départ de plusieurs joueurs de l'effectif. Ludovic Asuar fait partie des jeunes, tels que Olivier Echouafni, Hamada Jambay et Marc Libbra, qui, durant ces deux saisons en Division 2, saisissent leur chance dans l'équipe première de l'Olympique de Marseille, lui permettant d'assurer sa remontée dans l'élite en 1996.
Pendant la saison 1994-1995, Asuar découvre le niveau professionnel et ne réalise que deux apparitions. Son premier match professionnel se déroule le 19 novembre 1994 au Stade Vélodrome, lorsque l'Olympique de Marseille reçoit Mulhouse pour le compte de la 20e journée de Division 2. Ludovic Asuar remplace alors Tony Cascarino à la 59e minute de jeu. En fin de saison, cette entrée en jeu lui permet d'inscrire à son palmarès le titre de Champion de Division 2 acquis par l'Olympique de Marseille. Asuar participe aussi à un match de Coupe de France le 16 décembre 1994 contre Alès, en remplaçant Joël Cantona à la 70e minute de jeu.
La saison suivante, l'OM étant champion mais maintenu en Division 2, il s'impose peu à peu comme une réelle alternative au milieu de terrain, en compagnie de joueurs, tous trentenaires et beaucoup plus expérimentés, tels que Bernard Ferrer, Jean-Marc Ferreri, Jean-Philippe Durand ou Marcel Dib. Il dispute en tout vingt-huit matchs de Division 2, cinq matchs de Coupe de France et quatre matchs de Coupe de la Ligue. Il inscrit des buts contre le Toulouse FC, le 31 août 1995 sur une passe de Marc Libbra, et le FC Lorient le 30 septembre 1995 sur une passe de Frédéric Tatarian, puis lors de la victoire 4-1 contre le FC Sochaux, le 17 mai 1996, pour la 41e et avant-dernière journée de Division 2. Ce match est rentré dans l'histoire de l'Olympique de Marseille comme étant la victoire assurant mathématiquement le retour du club en Division 1. Lors de cette saison, Asuar est appelé en Équipe de France des moins de 20 ans, puis en équipe de France espoirs avec laquelle il dispute les Jeux méditerranéens au cours desquels la France est éliminée dès le premier tour.
À la suite de la montée de son club, Ludovic Asuar découvre la Division 1 le 28 août 1996, lorsqu'il remplace Xavier Gravelaine à la 90e minute du match contre l'AJ Auxerre. Il inscrit son premier but à ce niveau contre le Racing Club de Lens au Stade Vélodrome, pour une victoire 2-1 de l'Olympique de Marseille. Le club obtient cette saison son maintien en terminant à la 11e place du championnat. Les relatives difficultés d'adaptation au contexte marseillais de Reynald Pedros et Iordan Letchkov, deux recrues de l'été 1996 qui entraient directement en concurrence avec lui, offrent un temps de jeu inattendu à Asuar. La présence aux rênes de l'équipe de Gérard Gili, l'entraîneur qui a obtenu la montée en première division avec le club la saison précédente, est aussi pour beaucoup dans l'utilisation régulière des jeunes marseillais formés au club tels qu'Asuar, Echouafni ou Jambay.
La saison 1997-1998 marque une diminution des apparitions d'Asuar avec l'équipe phocéenne. Le remplacement de Gili par Rolland Courbis, l'arrivée de Claude Makélélé en provenance du FC Nantes et une tactique de jeu en 4-3-3 avec Éric Roy en sentinelle devant la défense, Makélélé et Xavier Gravelaine en organisateur du jeu, derrière le trio Fabrizio Ravanelli, Christophe Dugarry et Titi Camara, relèguent Asuar le plus souvent au statut de remplaçant aux côtés de Frédéric Brando ou encore de Teddy Bertin. Il ne dispute que quinze matchs et inscrit un seul but contre l'AJ Auxerre le 15 novembre 1997. 
Le club marseillais termine la saison 4e du championnat et se tourne dès lors de plus en plus vers des recrues renommées (notamment en ce qui concerne le milieu de terrain : Peter Luccin, Daniel Bravo, Jocelyn Gourvennec), au détriment de ses jeunes joueurs formés au club. Durant l'été 1998, Asuar quitte donc Marseille à l'âge de 21 ans et signe au FC Metz, vice-champion de France en titre. Son 85e et dernier match officiel sous les couleurs de l'Olympique de Marseille aura été un déplacement au Havre AC lors de la dernière journée de la saison le 9 mai 1998.

### FC Metz
Par coïncidence, c'est contre l'Olympique de Marseille qu'il effectue ses grands débuts avec le maillot grenat du FC Metz, le 15 août 1998, au Stade Saint-Symphorien. Durant ses trois saisons passées au FC Metz, Ludovic Asuar ne parvient pas à s'installer durablement comme un titulaire de l'équipe. Barré par notamment Frédéric Meyrieu, il se contente le plus souvent d'entrées en cours de matchs.
Sa première saison lui permet de découvrir la Coupe d'Europe, par le biais d'un tour préliminaire en Ligue des champions contre le HJK Helsinki. Mais le FC Metz s'incline face au club finlandais et ne dispute donc pas les poules de la compétition. Asuar, entré en jeu en fin du match retour, est expulsé après quelques minutes de jeu. En fin de saison, le FC Metz, après avoir éliminé le FC Nantes, le CS Louhans-Cuiseaux, le Toulouse FC et le Montpellier HSC, ne s'incline qu'en finale de la Coupe de la Ligue, le 8 mai 1999 contre le RC Lens. Ludovic Asuar participe à cette finale en remplaçant David Régis à la 69e minute. En fin de match, il dispose d'une opportunité pour remettre les deux équipes à égalité, mais le gardien lensois Guillaume Warmuz stoppe sa frappe, et le RC Lens s'impose finalement par un but à zéro.
La saison suivante, il fait ses débuts dans une autre compétition européenne grâce au parcours du FC Metz en Coupe Intertoto : le club lorrain élimine respectivement le club slovaque du MŠK Žilina, les Belges du KSC Lokeren, les Polonais du KP Polonia Varsovie avant de s'incliner en finale de la compétition contre les Anglais de West Ham United. Asuar dispute quatre des huit matchs de son équipe. 
Il dispute respectivement quinze, vingt-quatre et neuf matchs de championnat sur les trois saisons complètes qu'il passe dans le club lorrain, celui-ci finissant 10e, 11e puis 12e du championnat. L'unique but qu'il inscrit pour le FC Metz en championnat a lieu le 24 octobre 1999, lorsqu’il ouvre la marque face au Havre AC, match qui se conclut sur le score de trois à zéro pour les Messins.  
A l'orée de la saison 2001-2002, Ludovic Asuar est invité à trouver un autre club. Encore sous contrat avec le club messin, il effectue un essai d'une semaine à Sedan et finit par s'engager, en octobre, pour le club ardennais pour une durée de trois ans, après avoir disputé un dernier match sous le maillot grenat le 8 septembre 2001, lors d'une défaite à domicile contre le SC Bastia (0-1).

### CS Sedan-Ardennes
Au CS Sedan-Ardennes, Asuar trouve un rôle plus important, aidé par le fait que l'entraîneur sedanais Henri Stambouli a été son entraîneur au centre de formation de l'Olympique de Marseille et qu'il a joué un rôle important dans la venue d'Asuar dans les Ardennes.
Il est régulièrement aligné, ses partenaires les plus réguliers au milieu de terrain de l'équipe se nommant alors Stéphane Noro arrivé lui aussi à l'intersaison 2001, Modeste M'Bami ou encore Salif Diao. Asuar est le 5e joueur le plus utilisé de l'effectif sedanais lors de sa première saison dans les Ardennes. Lors de l'édition 2001-2002 de la Coupe de France, il inscrit un pénalty égalisateur (1-1) à la 90e minute des 32es de finale face au FC Châlons-sur-Saône, qui permet à son équipe de se qualifier au bout de la prolongation, ainsi qu'un but en quart de finale contre le Racing Club de Strasbourg, pour une victoire 1-0 de Sedan. L'équipe ne s'incline qu'en demi-finale après prolongation à Bastia. Régulièrement titulaire, il contribue au maintien du club sedanais, qui termine au 14e rang.
Retrouvant lors de l'été 2002 son ancien compagnon du centre de formation de l'Olympique de Marseille et de ses premières années de joueur professionnel, Hamada Jambay, Ludovic Asuar va rester titulaire dans son équipe sur l'ensemble de la saison. Asuar signe notamment un doublé face au Paris Saint-Germain, battu 3-1 le 4 novembre 2002 lors de la 13e journée du championnat. L'hiver est cependant terrible pour l'équipe sedanaise, qui plonge dans la zone de relégation et termine finalement 19e, avec 36 points.
En 2003, alors que la relégation du club marque un exode de plusieurs de ses cadres, tels que les attaquants Henri Camara, Pius N'Diefi ou le milieu Modeste M'Bami, Ludovic Asuar fait le choix de rester au club pour honorer sa dernière année de contrat et dispute encore vingt-cinq matchs en Ligue 2 la saison suivante. Il est le premier buteur de la saison pour Sedan, lors de la 2e journée contre Niort, avant de connaître un mois de mars 2004 très prolifique puisqu'il y réalise la meilleure série de sa carrière en inscrivant un but lors de quatre journées consécutives. Lors de la 27e journée le 6 mars 2004, il inscrit le deuxième des quatre buts sedanais face à Créteil. Puis la semaine suivante à Valence, il ouvre le score dès la 3e minute. Le 20 mars 2004, Asuar répond à l'ouverture du score de Gueugnon en transformant un pénalty à la demi-heure de jeu. Enfin pour le compte de la 30e journée, il ouvre le score à la 46e minute face à Amiens, avant d'être expulsé en début de seconde période,.
Cette saison ne permet pas au club ardennais de renouer avec la Ligue 1, puisqu'il termine 5e à six points du troisième et dernier promu, le FC Istres.
Arrivé en fin de contrat et convoité par différents clubs de Ligue 1 et Ligue 2 (parmi lesquels l'AC Ajaccio, le FC Istres et les Chamois niortais), Ludovic Asuar s'engage finalement au Dijon FCO, avec l'espoir de retrouver à terme la première division.

### Dijon FCO
Le Dijon FCO, alors fraîchement promu en Ligue 2, fait de Ludovic Asuar un titulaire régulier, partisan actif de la stabilisation du club en Ligue 2. Il est notamment le principal artisan d'une victoire historique du club au Stade de Reims par cinq buts à zéro, en inscrivant un doublé. L'équipe, entrainée par Rudi Garcia, réalise d'excellentes saisons en terminant 4e, 5e puis 8e du championnat. 
À l'issue de ses deux années de contrat, Asuar prolonge pour une troisième saison en 2006. 
Pour la dernière journée du championnat le 25 mai 2007, alors qu'il est déjà acquis depuis quelques semaines qu'Asuar, étant en fin de contrat, ne restera pas au club, ses coéquipiers lui font l'honneur de le laisser tirer un pénalty lors de la seconde période du match face au RC Strasbourg, alors que le score est de deux à un pour le Dijon FCO. Asuar le transforme et inscrit ainsi son dixième et dernier but sous les couleurs dijonnaises pour signer une dernière victoire trois buts à un. 
L'intersaison 2007 marque une véritable fin de cycle au Dijon FCO, lorsque Rudi Garcia part entraîner Le Mans FC. Plusieurs joueurs quittent également le club, tels Christophe Avezac, François Masson ou Stéphane Grégoire. Asuar quitte lui aussi Dijon, après quatre-vingt-deux matchs de championnat disputés et dix buts inscrits, et un club solidement installé dans la première moitié du tableau de Ligue 2.

### AC Ajaccio
En 2007, Asuar signe pour deux ans à l'AC Ajaccio, toujours en Ligue 2.
Malgré une luxation de l'épaule gauche qui l’éloigne plusieurs semaines des terrains peu de temps après son arrivée en Corse, il est régulièrement utilisé, disputant cinquante-cinq matchs de championnat en deux saisons, pour quatre buts. Il dispute en 2008-2009 32 matchs de championnat, généralement comme titulaire, un record dans sa carrière. Il inscrit par ailleurs un but au 7e tour de la Coupe de France 2008-2009 contre le FC Bagnols-Pont, qui évolue en Division d'honneur. Le score était alors de deux à un pour l'équipe amateur, et l'égalisation d'Asuar à la 82e minute de jeu permet à l'AC Ajaccio de s'imposer finalement aux tirs au but. Ce fut le début d'une belle aventure de Coupe, le club corse ne s'inclinant par la suite qu'en huitième de finale contre l'AS Monaco.

### SO Cassis-Carnoux
En fin de contrat et désireux de se rapprocher de sa famille résidant dans les Bouches-du-Rhône, Asuar entre en contacts avancés avec le SO Cassis Carnoux puis s'engage avec le club de National pour une durée d'un an. Après avoir attendu l'homologation de son contrat par la DNCG, il finit par être qualifié. 
Gêné par des blessures, il ne joue que treize matchs de championnat et trois rencontres de Coupes. C'est notamment lui qui permet au SO Cassis-Carnoux de passer le 6e tour de la Coupe de France contre le club voisin du Sporting Toulon en inscrivant l'unique but du match. Il ouvre la marque lors de la 6e journée contre le FC Rouen pour la première victoire de son club en championnat(4-0).
Alors que le club provençal est rétrogradé administrativement en DH pour des graves problèmes financiers, cette saison en National est la dernière de Ludovic Asuar : il prend la décision de mettre fin à sa carrière en juin 2010.

### Fin de carrière
À l'issue de sa carrière, Ludovic Asuar s'implique dans un projet de football en salle dans les Bouches-du-Rhône en devenant le coresponsable d'une salle affectée au football à cinq à Arles.

## Style de jeu
Ludovic Asuar joue milieu offensif. Ayant les capacités de jouer au centre ou à gauche du milieu, c'est souvent son environnement en club, notamment la concurrence d'autres joueurs, qui a dicté son utilisation par ses entraîneurs successifs.
Asuar est souvent choisi comme le tireur de coups de pied arrêtés de ses clubs, s'occupant des corners, coups francs,, ou des pénaltys, comme lors de la rencontre de Coupe de France FC Châlons-sur-Saône-CS Sedan-Ardennes en 2001, ou, plus tard, lors de la saison 2006-2007 au Dijon FCO : il inscrit cette saison là ses trois buts sur pénaltys, face à Istres, Gueugnon et Strasbourg.
Il a souvent été impliqué dans des actions de buts, en en inscrivant une quarantaine au cours de sa carrière, notamment par des frappes lointaines, mais aussi en délivrant des passes décisives.
Son capitaine à Cassis-Carnoux, Bruno Savry, déclare au sujet d'Asuar qu'il « fait du bien au niveau de la dernière passe, il donne davantage de mouvement au niveau de l'attaque ».

## Statistiques
| Saison                | Club                   | Championnat           | Championnat | Championnat | Coupe(s) nationale(s) | Coupe(s) nationale(s) | Compétition(s) continentale(s) | Compétition(s) continentale(s) | Compétition(s) continentale(s) | Sélection      | Sélection | Sélection | Total | Total |
| Saison                | Club                   | Division              | M.          | B.          | M.                    | B.                    | Comp.                          | M.                             | B.                             | Équipe         | M.        | B.        | M.    | B.    |
| 1994-1995             | Olympique de Marseille | Ligue 2               | 1           | 0           | 1                     | 0                     | -                              | -                              | -                              | -              | -         | -         | 2     | 0     |
| 1995-1996             | Olympique de Marseille | Ligue 2               | 28          | 3           | 9                     | 1                     | -                              | -                              | -                              | France -20ans  | 3         | 1         | 40    | 5     |
| 1996-1997             | Olympique de Marseille | Ligue 1               | 24          | 1           | 3                     | 0                     | -                              | -                              | -                              | France espoirs | 5         | 1         | 32    | 2     |
| 1997-1998             | Olympique de Marseille | Ligue 1               | 15          | 1           | 4                     | 0                     | -                              | -                              | -                              | -              | -         | -         | 19    | 1     |
| 1998-1999             | FC Metz                | Ligue 1               | 15          | 0           | 8                     | 0                     | C1                             | 1                              | 0                              | -              | -         | -         | 24    | 0     |
| 1999-2000             | FC Metz                | Ligue 1               | 24          | 1           | 3                     | 0                     | Intertoto                      | 4                              | 0                              | -              | -         | -         | 31    | 1     |
| 2000-2001             | FC Metz                | Ligue 1               | 9           | 0           | 1                     | 0                     | -                              | -                              | -                              | -              | -         | -         | 10    | 0     |
| 2001-2002             | FC Metz                | Ligue 1               | 1           | 0           | -                     | -                     | -                              | -                              | -                              | -              | -         | -         | 1     | 0     |
| 2001-2002             | CS Sedan-Ardennes      | Ligue 1               | 24          | 2           | 6                     | 2                     | -                              | -                              | -                              | -              | -         | -         | 30    | 4     |
| 2002-2003             | CS Sedan-Ardennes      | Ligue 1               | 31          | 6           | 2                     | 0                     | -                              | -                              | -                              | -              | -         | -         | 33    | 6     |
| 2003-2004             | CS Sedan-Ardennes      | Ligue 2               | 25          | 5           | -                     | -                     | -                              | -                              | -                              | -              | -         | -         | 25    | 5     |
| 2004-2005             | Dijon FCO              | Ligue 2               | 28          | 4           | 3                     | 0                     | -                              | -                              | -                              | -              | -         | -         | 31    | 4     |
| 2005-2006             | Dijon FCO              | Ligue 2               | 27          | 3           | 2                     | 0                     | -                              | -                              | -                              | -              | -         | -         | 29    | 3     |
| 2006-2007             | Dijon FCO              | Ligue 2               | 27          | 3           | 4                     | 0                     | -                              | -                              | -                              | -              | -         | -         | 31    | 3     |
| 2007-2008             | AC Ajaccio             | Ligue 2               | 23          | 1           | 1                     | 0                     | -                              | -                              | -                              | -              | -         | -         | 24    | 1     |
| 2008-2009             | AC Ajaccio             | Ligue 2               | 32          | 3           | 6                     | 1                     | -                              | -                              | -                              | -              | -         | -         | 38    | 4     |
| 2009-2010             | SO Cassis Carnoux      | National              | 13          | 1           | 3                     | 1                     | -                              | -                              | -                              | -              | -         | -         | 16    | 2     |
| Total sur la carrière | Total sur la carrière  | Total sur la carrière | 347         | 34          | 56                    | 5                     | -                              | 5                              | 0                              | -              | 8         | 2         | 416   | 41    |

### Buts internationaux
| No | Date            | Lieu              | Sélection      | Adversaire       | Résultat | Compétition            |
| -- | --------------- | ----------------- | -------------- | ---------------- | -------- | ---------------------- |
| 1. | 31 mai 1996     | Le Pontet, France | France -20ans  | Russie -20 ans   | 3-0      | Tournoi de Toulon 1996 |
| 2. | 26 février 1997 | Reims, France     | France espoirs | Pays-Bas espoirs | 3-1      | Amical                 |

## Palmarès
- Champion de France de D2 en 1995 avec l'Olympique de Marseille
- Finaliste de la Coupe de la Ligue en 1999 avec le FC Metz